# 普斯陶弗尔德瓦尔
普斯陶弗尔德瓦尔，是匈牙利贝凯什州所辖的一个村。总面积57.13平方公里，总人口1724，人口密度30.2人/平方公里（2011年1月1日）。